# Maximiliano Cavanna
Maximiliano Cavanna (Buenos Aires, 2 luglio 1988) è un pallavolista argentino, palleggiatore del Guaguas.

## Carriera

### Club
La carriera di Maximiliano Cavanna inizia nella stagione 2007-08, esordendo nella Liga Argentina de Voleibol vincendo due scudetti e due edizioni della Coppa ACLAV con il Bolívar; successivamente passa al Villa María e poi al La Unión de Formosa, conquistando la sua terza Coppa ACLAV.
Nella stagione 2012-13 si trasferisce in Italia, dove partecipa alla Serie A2 con la maglia del Brolo; terminata questa esperienza torna in patria al Bolívar per un'annata, prima di essere ingaggiato dalla Porto Robur Costa, società di Ravenna iscritta alla Superlega 2014-15, dove resta anche nel campionato seguente.
Nella stagione 2016-17 ritorna in Argentina, ingaggiato dal Lomas, col quale vince la Coppa ACLAV 2016 e viene premiato come miglior palleggiatore del campionato. Nella stagione seguente approda per due annate all'UPCN, conquistando nella prima la Coppa Máster 2017 e lo scudetto, nuovamente premiato come miglior palleggiatore.
Nel campionato 2019-20 fa ritorno nella Superlega italiana, ingaggiato dalla neopromossa You Energy di Piacenza, mentre nella stagione successiva si accasa al Warta Zawiercie, in Polska Liga Siatkówki.
Dopo un biennio in Polonia, per l'annata 2022-23 si trasferisce in Russia per disputare la Superliga con l'Ural, mentre nell'annata seguente è di scena in Spagna, partecipando alla Superliga de Voleibol Masculina con il Guaguas, con cui ci aggiudica la Coppa Iberica, dov'è premiato anche come miglior giocatore.

### Nazionale
Nel 2011 esordisce in nazionale, aggiudicandosi la medaglia di bronzo ai XVI Giochi panamericani. In seguito, nel 2017, conquista la medaglia d'oro alla Coppa panamericana, seguita da un argento nell'edizione 2019, e quella di bronzo al campionato sudamericano.

## Palmarès
- Campionato argentino: 3

2007-08, 2008-09, 2017-18
- Coppa ACLAV: 4

2007, 2008, 2011, 2016
- Coppa Máster: 1

2017
- Coppa Iberica: 1

2023

### Nazionale (competizioni minori)
- Giochi Panamericani 2011
- Coppa Panamericana 2017
- Coppa panamericana 2019

### Premi individuali
- 2017 - Liga Argentina de Voleibol: Miglior palleggiatore
- 2018 - Liga Argentina de Voleibol: Miglior palleggiatore
- 2019 - Campionato sudamericano per club: Miglior palleggiatore
- 2023 - Coppa Iberica: MVP